# Anacanthotermes septentrionalis
Anacanthotermes septentrionalis es una especie de termita cosechadora del género Anacanthotermes, de la familia Hodotermitidae, orden Blattodea. Fue descrita por Jacobson en 1905.
Se distribuye por Asia: Afganistán, Irán y Turkmenistán. Fue publicada en Jacobson, G. (1905) Zur Kenntnis der Termiten Russlands. Annuaire du Musée Zoologique de l'Académie Impériale des Sciences de St.-Pétersbourg 9, 57–107.